# Centre international de séjour de Paris
Pour les articles homonymes, voir CISP.

Le CISP « Maurice-Ravel » entre la porte de Saint-Mandé et la porte de Montempoivre.

Le Centre international de séjour de Paris (CISP) est un organisme associatif créé par la ville de Paris en 1964 sur le principe des auberges de jeunesse. Il assure en deux sites, Maurice-Ravel et Kellermann, l'accueil et l'hébergement dans des conditions modiques des touristes à Paris. Depuis le début des années 1970, il est géré par délégation de service public par la Ligue de l'enseignement, une association loi de 1901.

## Historique
Le centre a pour origine historique le dispositif d'accueil organisé en 1937 pour les jeunes de tous pays lors de l'Exposition universelle de 1937[réf. nécessaire]. Sa gestion immédiate avait été confiée à divers organismes parmi lesquels le Bureau interfédéral du scoutisme français (BIF) joua un rôle essentiel. L'ensemble était coordonné par le BIF qui regroupait alors les six associations françaises de scoutisme.
Le Centre international de séjour de Paris (CISP) est créé en 1963 lors de la cession par la ville de Paris à l'État d'un terrain de 5 000 m2 pour la construction avenue Maurice-Ravel d'un « Centre d'accueil international de jeunes ». Le premier centre ouvre le 14 avril 1964 avec une quinzaine de dortoirs de huit lits, et quelques chambres, plus un service de restauration pour une centaine de personnes. L'extension du site se fait avec l'érection en 1967 d'une résidence de dix étages ouverte le 4 avril 1968.
Avec l'augmentation du tourisme des jeunes au tournant des années 1970 et devant la demande massive à Paris de nuitées de type « auberge de jeunesse » que les infrastructures en place ne peuvent satisfaire — en 1972, sur les 1 580 000 journées d'hébergement demandées, 650 000 ont été refusées —, il est décidé de construire de nouvelles structures d'accueil. En 1976 et 1979, le conseil de Paris valide l'ouverture d'un second site d'hébergement de plus grande capacité près du boulevard Kellermann dont les travaux débutent le 1er juillet 1980 pour une ouverture effective du CISP « Kellermann » le 2 avril 1982. À la fin des années 1980, est créé le site de Bercy qui gère des activités culturelles mais n'assure pas d'hébergement.
Une fresque monumentale aux motifs triangulaires très colorés représentant un visage féminin est peinte par la plasticienne Stoul en 2017 sur la paroi de la façade ouest du bâtiment « Maurice-Ravel » après le vote d'un budget participatif de la ville pour financer ce projet d'art urbain.

## Sites et activités
Le CISP possède deux sites d'hébergement distincts permettant d'accueillir près de 600 personnes et un centre d'animation :
- Au nos 6-10 de l'avenue Maurice-Ravel dans le 12e arrondissement le site « Maurice-Ravel » sa tour résidence de 108 chambres et un centre de conférences[4]. Le complexe du CISP héberge également le Théâtre Douze « Maurice-Ravel » et le centre d'animation Maurice-Ravel qui occupe environ 2 400 m2 dans les niveaux inférieurs du bâtiment. S'il est attenant de la piscine Roger-Le-Gall, ouverte en avril 1967 à la même période que l'extension des bâtiments Ravel et structurant ensemble le secteur, le CISP ne l'intègre toutefois pas.
- Au no 17, boulevard Kellermann dans le 13e arrondissement, le site « Kellermann » avec une résidence de 175 chambres (363 lits)[4].

1. Maurice-Ravel
2. Kellermann